# Demétrio Ciríaco Tourinho
Demétrio Ciríaco Tourinho (Salvador, 16 de março de 1826 — Salvador, 15 de abril de 1888) foi um jornalista, médico e escritor brasileiro, patrono da cadeira número 24 da Academia de Letras da Bahia e fundador do Diário da Bahia 

## Biografia
Filho de José Vicente Gonçalves Tourinho e de D. Francisca Guilhermina Pinto da Cunha, concluiu seu curso de humanidades e matriculou-se na Faculdade de Medicina da Bahia, transferindo-se no sexto ano para a Faculdade do Rio de Janeiro, onde obteve, a 20 de dezembro de 1847. 
Voltando a Salvador passou em concurso para cadeira de Grego do Liceu Provincial, sendo nomeado a 10 de março de 1849. 
Casou-se em 23 de janeiro de 1850 com sua prima-irmã, D. Maria das Mercês Ferreira Tourinho, filha do seu tio paterno João Gonçalves Ferreira. Esta união nasceu Demétrio Cyriaco Ferreira Tourinho, futuro advogado, promotor público e diretor da Faculdade Livre de Direito da Bahia. Tendo enviuvado em 1867,  casou-se novamente em 1884, com Antonia Emilia Ferreira. 
No ano de 1855, fez parte da comissão do governo enviada à Cidade de Santo Amaro, Recôncavo Baiano, para tratar dos doentes vitimados pela grande epidemia de Cólera.
Fundou no dia 1° de janeiro de 1856, com seu primo, Dr. Manuel Jesuino Ferreira, o Jornal Diário da Bahia. 
Em 1866, com os médicos Paterson, Silva Lima, Wücherer, e outros fundou a Gazeta Médica da Bahia, onde foi por algum tempo primeiro redator 
Demétrio Tourinho faleceu em Salvador, no dia 15 de abril de 1888.